# Нижняя Лужица

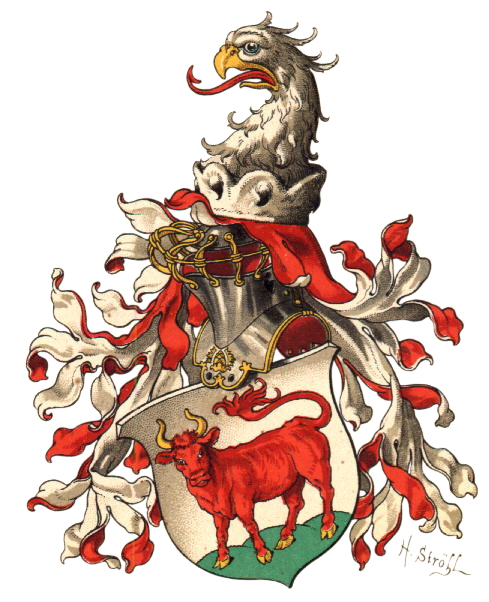
Герб Нижней Лужицы

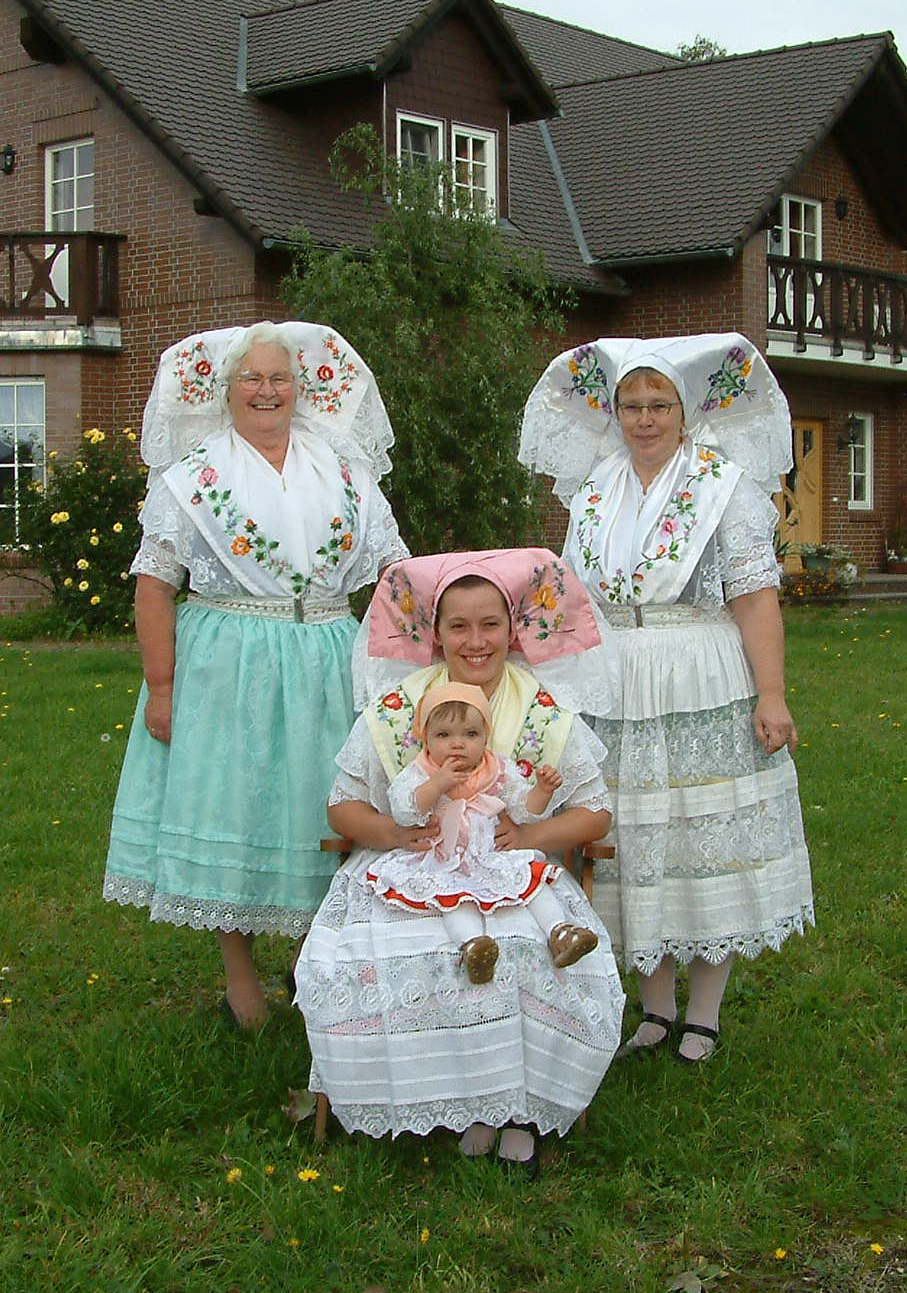
Нижнелужицкие женщины в народных костюмах

Флаг Нижней Лужицы

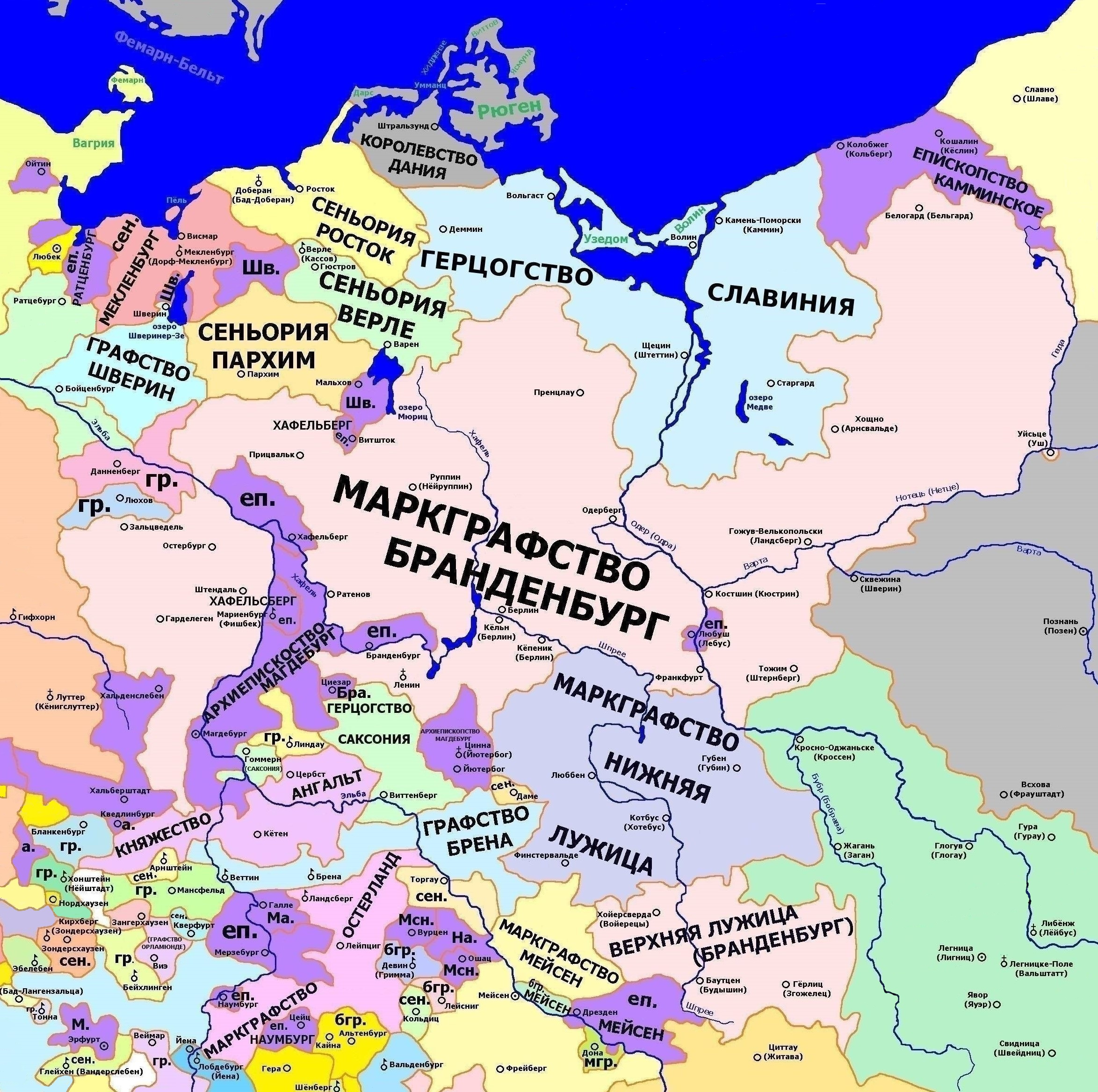
Нижняя Лужица в 1250 году

Ни́жняя Лу́жица, Нижняя Лузация (нем. Niederlausitz, н.-луж. Dolna Łužyca) — историко-географическая область, расположенная на территории немецкой земли Бранденбург и западной Польши, часть Лужицы.
На Лужице наряду с немцами живёт малая славянская народность — лужичане (40 тыс. человек). Говорят лужичане на лужицких языках, все владеют немецким.
Нижняя Лужица — часть Северо-Германской низменности. Её столица — город Котбус. Здесь находится природный парк Нижнелужицкие пустоши.